# Farshad Kholghi
Farshad Kholghi (født 17. maj 1971 i Iran) er en dansk-iransk debattør, skuespiller og foredragsholder.
Han flygtede i 1984 da han var 13 år, sammen med sin bahaifamilie  fra Iran til Danmark. Noget han ofte på TV og i skrevne artikler gør opmærksom på. I Danmark er han en meget benyttet foredragsholder og er kendt for de humoristiske og inspirerende fortællinger. Farshad Kholghi har medvirket i flere teaterstykker, revyer og shows og er fast medlem af comedy-gruppen "Pejseshowet". I 2015 debuterede han i selskab med Gordon Kennedy, Joachim Knop og Mikkel Schrøder Uldal med et nyt musikalsk comedy-show "Den nøgne sandhed" om mænd over 40, parforhold, sex og inkontinens. Derudover har han blandt andet medvirket i en række kendte film som for eksempel Nordkraft og Pizza King  og i tv-satireprogrammer som OPS og Yallahrup Færgeby.
Farshad Kholghi har med artikler i blandt andet metroXpress  og Berlingske Tidende deltaget i den offentlige debat om især islam og integration. Han har skrevet bogen "Verden er ét land" (2007), som handler om opvæksten i Iran, flugten til Danmark og hans egne oplevelser omkring integration i et nyt land. Han har også skrevet den tragikomiske faktionsbog "Tre gange dagligt mod depression" (2011), om kærlighed, sex og angst. Farshad skrev i flere år indlæg i Jyllands-Posten, den såkaldte "Stikpillen", hvor han skrev en satirisk, provokerende kort tekst med aktuelle samfundsrelevante vendepunkter.

## Filmografi

### Film
- Antenneforeningen (1999) - Khalid
- Pizza King (1999) - Tuzu
- Trækfugle (2001) - Plejer
- Polle fiction (2002) - Ali
- Bertram og Co. (2002) - Araber
- Hannah Wolfe (2004)
- Solkongen (2005) - Janis
- Nordkraft (2005) - Hossein

### Tv
- Skjulte spor (2000-2001) - Amin
- Hotellet (2000-2002) - Børnelægen
- Nikolaj og Julie (2002-2003) - Arya
- Forsvar (2003-2004) - Osman Osman
- Ørnen (2004-2006) - Narkoselæge
- Forbrydelsen (2007) - Rama
- Yallahrup Færgeby (2007) - Abu Babu
- Bedrag (2016-2019) - Daniel